# Réflexions sur le temps
 (février 2017).

Réflexions sur le temps est un livre de Jean-Toussaint Desanti paru aux éditions Grasset en 1992, sous titré (Variations philosophiques I), conversations avec Dominique-Antoine Grisoni.
Dans cet essai, à l’invitation de Dominique-Antoine Grisoni, Jean-Toussaint Desanti accepte de parler du temps, sous la forme d’un dialogue avec un interlocuteur qui intervient peu dans l’exposé, sauf pour demander à Desanti de préciser certains points, de les éclairer, de les développer. En suivant un itinéraire philosophique qui passe notamment par Augustin d'Hippone, Plotin et Husserl, il s’agit de convier Desanti à exposer sa propre conception du temps. 

## Contexte
Âgé de 78 ans, Jean-Toussaint Desanti est un philosophe qui s’est consacré surtout à l’enseignement (connu pour son influence sur ses élèves, Louis Althusser, Michel Foucault et Jacques Derrida, ainsi que sur Jacques Lacan), mais qui a peu écrit, alors, en 1992. Les Réflexions sur le temps initient le seconde partie de l’œuvre de Desanti.

## Quid est tempus?
« Qu’est-ce que temps ? » Se poser la question, c’est se confronter à un double phénomène : premièrement, le temps n’est pas un objet (au sens usuel du mot dans les dictionnaires de philosophie) ; deuxièmement, le temps est mis en échec devant l’exigence d’avoir à en parler. Pourtant cette exigence existe. Elle travaille la philosophie depuis longtemps. Desanti la repère au tournant du IVe et du Ve siècle de l’ère chrétienne chez Augustin d'Hippone : 

« Qu’est-ce donc que le temps ? Quand personne ne me le demande, je le sais. Qu’on vienne à m’interroger là-dessus, je me propose de l’expliquer, et je ne sais plus. »

Le temps se manifeste dans le mouvement réglé des cieux où il trouve sa mesure, dans le rythme des saisons, dans la richesse et l’imprévisibilité des événements, dans le cycle des naissances et des morts, bref le temps se montre comme unité de la règle et des vicissitudes du devenir.S’il est vrai, comme le dit le livre de la Genèse, qu’au commencement Dieu a créé la terre et le ciel, alors seul Dieu sait ce qu’est le temps. Pour le savoir, il faut donc interroger Dieu, c’est-à-dire se confesser, selon Augustin.
Se demander en quoi consiste le temps, traduit une inquiétude qui laisse Augustin en état de suspens. Il attend de Dieu une réponse qui ne peut passer que par sa propre confession à Dieu, autrement dit par « la rentrée en soi-même du sujet qui s’inquiète du sens que porte le Verbe, lui qui désormais habite un récit, donc le temps lui-même », selon Desanti . Ce qui se met en place, dans les Confessions de saint Augustin, c’est un circuit compris entre deux pôles : d’une part, un narrateur situé comme en contrebas ; d’autre part, Dieu, situé au plus haut ; entre les deux, le flux du Verbe qui circule de l’un à l’autre en chutant dans le temps, le récit recueillant dans la chute du temps ce que Dieu motive par ailleurs, et que le récit lui restitue par un mouvement qui, pour être ascendant, n’est pas moins inquiet. 
Le récit est le signe de la chute du Sens dans le temps. « Du même coup, remarque Desanti, le temps n’est plus seulement le lieu d’une chute : il porte l’indication d’un chemin vers ce Sens. Lui-même se manifeste comme habité par le vrai, qui semble pourtant se retirer ; et celui qui, ici, se “confesse” vit “en son cœur” cet état de quête, d’attente et de tension, marque inquiétante et inévitable de son rapport interne et propre à ce qu’il faut bien nommer “Être”. » 

## Âme et temps
Aristote pense que le temps est la mesure du mouvement selon l’avant et l’après. Mais, s’il est vrai que le temps est perçu par les modifications successives de notre âme, l’âme humaine, selon lui, reste un être naturel, située à sa place dans l’échelle des êtres. Elle conçoit le temps comme ce qui institue la connaissance et en établit la mesure. Mais l’activité de l’âme humaine n’affecte en rien l’ordonnance ni la nature du mouvement.
Il en résulte qu’il n’y a pas lieu, pour Aristote, de chercher dans quelque expérience intérieure que l’âme humaine aurait d’elle-même le « point-source » qui nous livrerait la racine de notre expérience du temps. Desanti observe qu’Augustin inverse ce mouvement dans ses Confessions, en se donnant pour tâche de saisir le temps, en son origine, non seulement par l’âme humaine, mais en elle ; comme si le Dieu de l’Ecriture et l’âme, sa créature, étaient les seuls à devoir s’expliquer, dans le monologue de l’âme issu du récit de sa conversion.
Voilà la leçon à tirer des Confessions d’Augustin, pour Desanti : il y a deux faces, désormais, en la même personne ; une face qui croit savoir, mais au fond est aussi ignorante que l’autre qui, elle, avoue ne rien savoir du tout, et se débat avec ce qu’elle a – ses souvenirs et ses oublis, sa naissance, ses rythmes, ses attentes et, finalement, la certitude de la mort. Si bien que, dans ce que nous tâchons de repérer sous le nom de « temps », il y a autre chose, tout à fait autre, qui se loge dans l’âme humaine et lui donne le souci de l’interrogation.

## Pourquoi parler?
Que fait Augustin quand il s’interroge sur le temps ? Il cherche un langage capable de le conduire à l’appropriation de sa vie distendue. Il éprouve l’exigence d’avoir à parler de ce qui lui échappe et de ce qui l’attend. Le mot « temps » est comme la marque où s’annonce l’urgence de son discours, selon Desanti. « Qu’est-ce que le temps ? » renvoie à la question : « Pourquoi parler ? » Augustin croit pouvoir y répondre en énonçant du temps qu’il est « distension », c’est-à-dire la mise en distance d’avec soi-même de l’esprit – qui pense, se souvient, imagine et parle – au cœur de l’acte du récit. Ce dont Augustin parle, c’est de cette tension entre le discours et la conscience, selon Desanti.

## De quelle chute est donc né le temps?
Cette tension qui s’établit entre deux pôles en formant comme un circuit de l’un à l’autre, cette tension, Plotin la laissait déjà éprouver quand il se demandait : « De quelle chute est donc né le temps ? » Répondre à la question exige de trouver « le chemin de remontée vers l’Être». Ce qui importe, pour Plotin, c’est de saisir « la coïncidence fondamendale du chemin d’aller et du chemin de retour, ou mieux encore de comprendre que le chemin d’aller est le chemin de retour », remarque Desanti. Un chemin qui, pour Plotin, passe nécessairement par la lecture de Platon.
L’éternité qui émane de l’Être produit le temps comme le soleil produit la lumière, dans une abondance qui ne s’épuise jamais. En chutant, le temps ne crée pas moins les vies multiples. Il offre à l’âme le milieu interne où s’enchaînent ses actes de production. Ce que Plotin sollicite, c’est le temps comme « image mobile de l’éternité », tel que le concevait Platon dans le Timée.
Plotin demande, en somme, au Timée de Platon ce qu’Augustin demande au livre de la Genèse, dans une position symétrique par rapport au texte où chercher à résoudre la question du temps. Plotin, en lecteur du Timée, parce qu’il entend à nouveau la voix de Platon comme destinée à devenir la sienne, en arrive à penser qu’il coproduit la parole écoutée et l’établit dans sa vérité. Dès lors, entre le lecteur et l’auteur, la relation devient relation de réciprocité et d’identification. L’auteur (Platon) est saisi par son lecteur (Plotin) comme un « alter ego » qui pense avec lui.
C’est là que la position d’Augustin, si symétrique qu’elle soit, se distingue de celle de Plotin. Pour Augustin, il n’y a pas d’identification possible à la « voix » qui habite le texte, puisque ce texte contient la parole même de Dieu. Si la Bible exige la « coopération » du lecteur, elle ne sera jamais une coproduction. Le Dieu de l’Ecriture ne peut demander un coproducteur de sa propre parole. Puisque Dieu a créé le monde à partir de rien et a fait l’homme à son image, alors il n’y a plus lieu de chercher dans l’éternité la trace de l’origine du temps, remarque Desanti. 
C’est donc sur une autre scène qu’Augustin pose le problème du temps : ce sera celle de l’âme individuée et singulière, créée à l’image de Dieu.

## Intensio,extensio,distensio
Cette activité par laquelle l’âme se tend et se rassemble en elle-même, Augustin la désigne comme intensio – tension au-dedans de soi. En se rassemblant, l’âme se tend vers Dieu et désire le connaître, selon les trois modes de l’expérience qui, selon Augustin, se manifestent en un continuum de présents, pour laisser éprouver l’unité indéchirable de la présence, par le présent du passé (la mémoire), le présent du présent (l’attention actuelle), le présent du futur (l’attente), de sorte que l’intensio induit inévitablement l’extensio : la forme extensive qui constitue le monde pour Augustin. 
Toutefois, l’extensio – la tension vers et en dehors de soi – par laquelle l’âme tend vers la connaissance, se comprend toujours dans le distensio, la « distension du temps ». L’âme, qui se connaît par sentiment intime, ne coïncide pas entièrement avec son être. La distance entre l’âme et ce qu’elle cherche ne s’abolit jamais. 
Ce qui pose problème pour Augustin, ce n’est pas l’origine ontologique du temps comme pour Plotin, mais la constitution de notre propre intra-temporalité et, partant, de notre propre monde, en ouvrant un chemin où se sont engagés, depuis le début du XXe siècle, les penseurs qui, à la suite d'Edmund Husserl, se sont réclamés de la phénoménologie, constate Desanti. Les Confessions d’Augustin préfacent à leur manière les Leçons pour une phénoménologie de la conscience intime du temps de Husserl.

## Le récit
Nous ne cessons de faire un récit, selon une exigence que chacun découvre pour soi-même et dont nous nous acquittons au jour le jour sans même y prendre garde, « exigence structurale et enracinée, propre à l’être parlant qui, se constituant selon le temps, vit son intra-temporalité sur le mode de la parole, et ne peut faire autrement que de la vivre ainsi », selon Desanti. Le récit engage la parole dans le temps et le temps dans la parole, engagement réciproque, sans qu’on puisse dire, de la parole ou du temps, ce qui s’engage en premier dans la narration. Elle dépend d’une conduite spontanée, qui semble se faire sans volonté, selon un mouvement du langage qui surgit du présent et lui confère l’épaisseur de la présence.
C’est cette conduite qu’il importe d’analyser. Mais comment procéder ? se demande Desanti. Comment repérer le surgissement de la forme discursive originaire qui nous porte à désigner le « temps » ?
Desanti se retrouve dans une situation analogue à celle d’Augustin, sauf qu’il ne s’agit plus d’interroger la vérité du livre de Genèse, mais celle qui émane du bloc massif des interprétations, des discours de toutes sortes, produits et entassés depuis des millénaires à propos du « temps ». Comment s’y prendre pour savoir ce qui est vrai dans cette masse ?
Desanti conseille de recourir à la méthode que Husserl appelait « la réduction phénoménologique ».

## La réduction phénoménologique
« Tentez une expérience : Mettez hors circuit “le temps objectif”, et tout ce que le fait de l’avoir posé comme objet engendre de “certitudes” théoriques ou usuelles », prescrivait Husserl. Cela ne signifie pas « annuler pour toujours », précise Desanti, mais laisser de côté, mettre en réserve, « mettre en parenthèse » ce qui nous est le plus familier. Comment surgit alors un « objet de temps » ?
Desanti prend l’exemple d’un son. Chez soi, parmi les bruits ambiants et indistincts qui constituent la rumeur d’une ville et, en somme, son « silence », peu à peu un son se détache, où reconnaître le vrombissement d’un moteur, son rythme particulier, sa montée sonore, puis son décroissement, et se rendre compte, sans même le vouloir, que c’est un autobus qui passe dans la rue. 
Qu’est-ce qui s’est passé ? – Premièrement, remarque Desanti, le bruit entendu s’est individué, mais selon un mode qui diffère de l’individuation des objets usuels, dans la mesure où il s’impose spontanément en se manifestant. – Deuxièmement, nous n’avons pas accompli un effort spécial pour le fixer et le retenir. 

Le passage de l’autobus laisse éprouver l’écoulement du temps : aussitôt identifié comme présent, le bruit de l’autobus ne cesse de se répéter en s’annulant afin de faire la place à sa présence toujours renouvelée, jusqu’au moment le bruit se fond dans le « silence », pour constituer ce que Husserl appelle la « conscience impressionnelle ». Conscience du passage du temps à travers un son qui se singularise, mais nécessairement aussi « conscience de… », conscience originaire selon Husserl : 

« La perception est conscience d’un objet. Mais c’est aussi, en tant que conscience, une impression, quelque chose de présent et d’immanent. C’est dans la conscience originaire que se constituent toutes les impressions, les contenus primaires, et aussi bien les vécus qui sont conscience de… »

Toutefois, tandis que l’autobus passe, l’impression proprement dite n’est la seule à être en jeu dans la conscience que j’en ai. À mesure qu’il passe, le bruit de l’autobus se « retient » dans cette conscience. A l’impression, se superpose la « rétention » selon Husserl.
Au lieu de s’échapper à jamais dans la tombée du temps, le bruit – tout juste passé – semble en remonter pour se fixer dans la retenue de la conscience que j’en ai, et modifier aussitôt l’impression par la « protention » qu’il enclenche. La conscience est tendue vers quelque chose qui se passe. 
Ainsi, selon Husserl, à chaque présent, s’associe un acte : la visée retentionnelle, qui fait du présent l’héritier du passé, de sorte qu’aussitôt individué un objet de temps (Desanti reprend l'exemple du bruit du passage de l’autobus) nous apparaît comme ayant duré continûment. La remémoration du bruit se distingue du bruit, proprement dit, mais garde la même structure. Si le bruit n’est plus là, il ne maintient pas moins son empreinte : il « marque » le temps. Il induit l’attente qui ouvre la conscience à ce qui advient, en orientant « protentionnellement » sa tension vers son futur.

## Impression, rétention, protention
Ces phases – impression, rétention, protention – s’enchaînent l’une l’autre pour former une perception, en installant le schéma d’un circuit comparable à ceux que Desanti repérait dans la pensée de Plotin et dans celle d’Augustin, à ceci près que ce n’est plus à l’éternité de l’être selon Platon que Husserl requiert pour repérer le point d’éclosion du temps, mais le mode d’existence minimal de la conscience : celui où elle se réduit à la visée à vide d’un objet indéterminé. En cela, Husserl se rapproche bien plus d’Augustin.
De fait, quand il envisage le mode d’existence maximal de la conscience, Husserl rappelle le concept d’intensio, issu des Confessions d’Augustin. Entre la visée à vide de la conscience et l’objet qu’elle projette de déterminer, Husserl conçoit que s’opère une tension, une « intentionnalité » : « C’est l’intentionnalité qui caractérise la conscience au sens fort et qui autorise en même temps de traiter tout le flux du vécu comme un flux de conscience et comme l’unité d'une conscience ».

## L’intentionnalité
Le flux du vécu (ce flux des données brutes de la sensation que Husserl nomme « flux hylétique ») s’auto-constitue sans cesse comme matériau toujours disponible pour les actes intentionnels d’une conscience. Mais la constitution du flux hylétique n’exige aucune intentionnalité. Ce que Husserl appelle la « spontanéité de la conscience » n’y opère pas comme « moment productif ».
Ce moment véritablement originaire surgit, toujours à nouveau, d’une source de réceptivité profondément enfouie, et qu’aucun « acte » de conscience n’a constitué, surgissement qui a la forme d’un flux et qui ne peut avoir d’autre origine que lui-même selon Husserl.
Or, justement, un tel flux pose problème, pour Desanti.
De ce « flux », Husserl dit qu’il n’est qu’une manière de parler : « Quelque chose qui “jaillit” maintenant, en un point d’actualité, un point-source originaire, [qui] sera désigné “métaphoriquement” comme “flux”. » 
Ce flux, Husserl le rapporte à une instance suprême, à un « moi pur », foyer de tous les actes à l’œuvre dans la constitution de l’expérience et dans la manifestation du sens. En radicalisant sa phénoménologie, Husserl prend dès lors la direction d’une « égologie » fondamentale. Mais cela suppose que la conscience « contienne » un sujet. Or la conscience ne contient rien, pour Desanti. Contiendrait-elle quelque chose qu’inévitablement le travail du récit, c’est-à-dire l’interprétation de l’intentionnalité, prendrait fin.

## L’arc intentionnel
Entre le moment de spontanéité et le moment de réceptivité, s’effectue l’arc intentionnel de la conscience. Si l’on tient l’intentionnalité de cet arc comme le mode d’exister originaire de la conscience, constitutif de tout sens de l’être, comme le fait Husserl, alors en effet il n’y a pas lieu d’interpréter l’intentionnalité. Source allant de soi, elle désignera un sujet qu’on pourra nommer ego transcendantal. C’est là où Desanti refuse de suivre Husserl.
Au contraire, selon Desanti, la conscience ne cesse jamais d'interpréter l’arc intentionnel, dans la mesure où l’être indéterminé qu’elle vise se dérobe toujours en même temps qu’il se dévoile. Cesserait-elle de l’interpréter, cesserait-elle de chercher ce qu’il veut dire, que la conscience elle-même prendrait fin. 
« Ne faut-il pas essayer de dégager une structure plus profonde et plus englobante, dont l’arc intentionnel serait une détermination nécessaire, coproduite avec cette structure même et expressive de sa manière d’être ? » se demande Desanti, en concevant l'arc de rappel.

## L’arc de rappel
La distinction de l’indéterminé, du déterminable et du déterminé ne peut prendre sens que le long de l’arc intentionnel, si bien que la visée de la conscience (que Desanti nomme X) et l’objet qu’elle tente de déterminer (que Desanti nomme X’) semblent retomber en dehors de l’arc qui les rassemble. Relativement à lui, la visée (X) et l’objet visé (X’) sont « transcendants », ce qui veut dire qu’aucune des déterminations, pour ce qui se repère le long de l’arc intentionnel, ne peut leur convenir en propre, de sorte qu’entre la visée et le cible ne peut s’établir de relation de communication.
Mais, si l’on s’en tient là, alors la thèse de l’intentionnalité serait absurde : soit parce que la visée (X) n’atteindrait jamais sa cible (X’) et s’abîmerait en elle-même ; soit parce qu’au contraire le visée fusionnerait avec la cible, de sorte que la conscience n’aurait pas lieu de se découvrir « intentionnelle ».
Il faut donc admettre que la cible ne se dévoile qu’en se dérobant, et ne se dérobe qu’en se dévoilant. L’identité de la cible ne peut être celle d’une chose. L’identité de la visée ne peut pas être celle d’un sujet. Au contraire, le mode d’existence de la visée est celle d’une séparation d’avec soi, non-coïncidence essentielle qui lui est rappelée continûment par un arc qui va de la cible à la visée. Or, cet arc de rappel, en sens inverse de l’arc intentionnel, ne pourrait avoir lieu si la cible demeurait « en soi ». La cible ne se manifeste qu’en se dérobant à son propre fond.
Cette structure de renvoi constitue le circuit où s’effectue la conscience, mais ni la visée ni la cible n’appartienne à ce circuit. Il en résulte que le présent advient d’ailleurs que de soi-même, quand surgit l’exigence conjointe d’avoir à vivre selon le temps et dans l’ordre du discours.
Ce n’est pas la conscience qui construit le récit. C’est le récit, dans ce qui l’institue, qui construit la conscience et, partant, le présent. Si la conscience ne contient rien, elle ne fait rien non plus.

## Visée et cible
La visée (à la source de l’arc intentionnel) et la cible (à la source de l’arc de rappel) constituent deux pôles qui ne sont nullement symétriques.  La forme de relation qui les rassemblent les maintient dans leur différence et la répète essentiellement. C’est cette dissymétrie qui permet au circuit, pourtant bouclé, de s’ouvrir. La cible en se dérobant amène la visée à couvrir un champ de plus en plus étendu.
Cette cible, Desanti se refuse à l’appeler l’Être. Le mot « Être » renvoie à une telle variété de signification qu’il préfère dire X’, la cible, le corrélat indéterminé, mais nécessaire, de toute intentionnalité.
Quant à la visée, Desanti pourrait la nommer Dasein, sans être certain de désigner exactement par là cela même que désignait Heidegger. Si la visée est « habitée », l’habitant ne se manifeste que circulairement comme but de l’arc de rappel et source de l’arc intentionnel. La cible, elle, diffère si radicalement de la visée que les termes « être habitée » ou « ne pas être habitée » ne peuvent lui convenir.
Visée et cible conditionnent l’exigence du récit en convoquant un « récitant » assigné fondamentalement à enchaîner des actes et des modalités de symbolisation.
Ce narrateur est astreint à repérer les mouvements de son intra-temporalité, à désigner ce qu’il anticipe, à codésigner par là même ce qui ayant été anticipé est advenu : il est astreint, en somme, à produire du « signitif », c’est-à-dire à produire un système de marques qui, distinguées dans un présent, subsistent en leur distinction et exercent une fonction de renvoi vers un absent, qui se trouve alors, dans son absence même, posé comme accessible, en constituant nécessairement un espace et, partant, un monde.
Desanti sort du domaine de l’histoire de la philosophie pour créer, dans ses Réflexions sur le temps, un concept. « À partir de la constatation que le flux de l’expérience vécue et la discursivité du langage se présupposent toujours l’un l’autre », Etienne Balibar observe que Desanti « est conduit à renouveler la définition du concept husserlien d’intentionnalité, en le rattachant non pas au mouvement de la conscience, mais à la constitution paradoxale du présent par la « marque » même (ou la visée) de l’absence, qu’on peut considérer comme la racine de toute activité symbolique. »

## Sources et perspectives
Si l’ouvrage de Paul Ricœur, Temps et récit a influencé les recherches de Desanti, ses Réflexions sur le temps n’ouvrent pas moins, à leur tour, une perspective nouvelle à la phénoménologie.
« L'aspect énigmatique de sa philosophie tient à l'association inédite du retour obstiné aux lieux les plus denses de la tradition et d'une grande vivacité pour ouvrir un espace de mise en abyme des questions et des textes », observe Georges Ravis-Giordani. 
« Critique toujours vive et pénétrante de la philosophie installée, comme lorsque, avec Husserl, elle vise “cette forme de conscience philosophante qui se croit capable de produire en toute chose un discours premier instituant le philosophe pédagogue, universel et original" », selon Pierre Jacerme. 
« Pour Jean-Toussaint Desanti, la phénoménologie ne nous livre pas une doctrine. Elle nous ramène à ce qu'on appelle “l'expérience”, qui est toujours l'indication d'un certain parcours à accomplir. Aussi faut-il lire les textes phénoménologiques comme on lit des textes de mathématiques : en refaisant par soi-même les opérations qui sont indiquées », remarque Vincent Gérard.
« Ouvrant le Livre IV de la Physique d’Aristote, ou les pages posthumes de Husserl sur Expérience et Jugement, il entreprenait d’en commenter la singularité d’écriture en même temps que la teneur théorique. La philosophie recommençait à exister comme expérience partagée, au point sans cesse déplacé qui fait se recouper l’objectivité des significations et la liberté des interprétations. Je me disais qu’une telle leçon s’entend pour elle-même, dans l’éternité de l’instant, mais qu’il faudrait aussi tenter d’en imiter quelque chose un jour », écrit Etienne Balibar qui observe que la pensée de Desanti se déploie en trois interrogations : « Avant tout, bien entendu, celle qui porte sur la nature du temps […]. Mais aussi celle qui porte sur la constitution (« cristallisation ») du rapport subjectif par lequel une activité individuelle ou collective de contestation et d’exercice du pouvoir se « solidifie » en appartenance et en institution. Et enfin celle qui porte sur le genre d’activité discursive (et dialogique) de la philosophie.»